# Horsens Kommune
Horsens Kommune er en kommune i Region Midtjylland efter Strukturreformen i 2007.
I Horsens Kommunes nordlige del, syd for Mossø, befinder sig Danmarks næsthøjeste naturlige terrænpunkt, Yding Skovhøj (170,77 m), - et kort stykke vest for det højeste naturlige terrænpunkt, Møllehøj (170,86 m), og tredjehøjeste Ejer Bavnehøj (170,35 m). Disse to sidstnævnte ligger i Skanderborg Kommune.

## Dannelsen af Kommunen 2007
Horsens Kommune opstod ved sammenlægning af Brædstrup Kommune, Gedved Kommune og den fhv. Horsens Kommune som del af Strukturreformen i 2007.
Der blev den 20. april 2005 holdt folkeafstemning i Sønder Vissing Sogn og Voerladegård Sogn (begge i Brædstrup Kommune) for at afgøre, om de i stedet skulle blive en del af Skanderborg Kommune fra 2007. Sønder Vissing Sogn stemte sig til Horsens med 368 stemmer mod 171, mens Voerladegård Sogn stemte sig til Skanderborg med 340 stemmer mod 189.
I Klovborg Sogn i Nørre-Snede Kommune blev der også holdt folkeafstemning, men her valgte borgerne som resten af Nørre-Snede Kommune at blive lagt sammen med Brande Kommune og Ikast Kommune til Ikast-Brande Kommune.

## Byer
| Kommunens største byer |                |                   |
| Nr                     | By             | Indbyggere (2024) |
| 1                      | Horsens        | 63.903            |
| 2                      | Brædstrup      | 4.007             |
| 3                      | Lund           | 3.201             |
| 4                      | Egebjerg       | 3.032             |
| 5                      | Østbirk        | 2.578             |
| 6                      | Gedved         | 2.458             |
| 7                      | Hovedgård      | 2.375             |
| 8                      | Hatting        | 1.929             |
| 9                      | Søvind         | 1.052             |
| 10                     | Nim            | 794               |
| 11                     | Tvingstrup     | 559               |
| 12                     | Sønder Vissing | 430               |
| 13                     | Sejet          | 390               |
| 14                     | Haldrup        | 330               |
| 15                     | Grumstrup      | 240               |

## Politik

### Valg og Mandatfordeling
| 16 | 2 |  |  | 11 |

| 16 | 15 |

| 12 |  | 3 |  | 2 | 8 |

| 18 | 9 |

| 13 |  |  |  | 3 | 7 |  |

| 19 | 8 |

| 13 |  |  |  | 3 | 7 |  |

| 19 | 8 |

| 12 |  | 3 |  |  |  | 7 |  |

| 17 | 10 |

| 12 |  | 3 |  |  |  |  | 5 |  |  |

| 17 | 10 |

### Borgmestre
| # | Periode                      | Navn           | Parti             |
| - | ---------------------------- | -------------- | ----------------- |
| 1 | 1. januar 2007 − 6. maj 2012 | Jan Trøjborg   | Socialdemokratiet |
| 2 | 15. maj 2012 −               | Peter Sørensen | Socialdemokratiet |

### Nuværende byråd
| Navn                        | Parti                                    |
| --------------------------- | ---------------------------------------- |
| Peter Sørensen (Borgmester) | Socialdemokratiet - 12 mandater          |
| Andreas Boesen              | Socialdemokratiet - 12 mandater          |
| Susan Gyldenkilde           | Socialdemokratiet - 12 mandater          |
| Jan Koborg Olsen            | Socialdemokratiet - 12 mandater          |
| Lone Blume                  | Socialdemokratiet - 12 mandater          |
| Heidi Skovbølling Holm      | Socialdemokratiet - 12 mandater          |
| Niels Peter Bøgballe        | Socialdemokratiet - 12 mandater          |
| Thomas Monberg Andersen     | Socialdemokratiet - 12 mandater          |
| Birthe Knudsen              | Socialdemokratiet - 12 mandater          |
| Piratheep Rabindranath      | Socialdemokratiet - 12 mandater          |
| Anders Bruun Rasmussen      | Socialdemokratiet - 12 mandater          |
| Saliem H. Bader             | Socialdemokratiet - 12 mandater          |
| Martin Ravn                 | Venstre - 7 mandater                     |
| Jørgen Korshøj              | Venstre - 7 mandater                     |
| Irene Simonsen              | Venstre - 7 mandater                     |
| Niels Povlsgaard            | Venstre - 7 mandater                     |
| Karina Aamann               | Venstre - 7 mandater                     |
| Jesper Bendtsen             | Venstre - 7 mandater                     |
| Lars Jensen                 | Venstre - 7 mandater                     |
| Esben Hedeager              | Det Konservative Folkeparti - 3 mandater |
| Annette Schulz Jensen       | Det Konservative Folkeparti - 3 mandater |
| Anders Krojgaard Lund       | Det Konservative Folkeparti - 3 mandater |
| Lisbeth Torfing             | Enhedslisten - 1 mandat                  |
| Pernille Holm               | Socialistisk Folkeparti - 1 mandat       |
| Michael Nedersøe            | Dansk Folkeparti - 1 mandat              |
| Rikke Christensen           | Radikale Venstre - 1 mandat              |
| Søren Lind Jensen           | Nye Borgerlige - 1 mandat                |

| Navn             | Skiftet fra | Skiftet til      | Dato           |
| ---------------- | ----------- | ---------------- | -------------- |
| Niels Povlsgaard | Venstre     | Løsgænger        | 20. april 2023 |
| Niels Povlsgaard | Løsgænger   | Liberal Alliance | 25. april 2023 |
| Irene Simonsen   | Venstre     | Løsgænger        | 24. maj 2023   |

| Udtrådt                 | Indtrådt      | Parti             | Dato             |
| ----------------------- | ------------- | ----------------- | ---------------- |
| Thomas Monberg Andersen | Anders Vaagan | Socialdemokratiet | 1. november 2022 |

### Byrådet 2018-2022
Byrådet har følgende sammensætning efter kommunalvalget i november 2017:
| Navn                                          | Parti                           |
| --------------------------------------------- | ------------------------------- |
| Peter Sønderby Westphal Sørensen (Borgmester) | Socialdemokratiet - 12 mandater |
| Lone Blume                                    | Socialdemokratiet - 12 mandater |
| Ellen Tørsbøl Schmidt                         | Socialdemokratiet - 12 mandater |
| Thomas Monberg Andersen                       | Socialdemokratiet - 12 mandater |
| Niels Peter Bøgballe                          | Socialdemokratiet - 12 mandater |
| Susan Irene Helletofte Gyldenkilde            | Socialdemokratiet - 12 mandater |
| Lone Ørsted                                   | Socialdemokratiet - 12 mandater |
| Dennis Teichstein Hansen                      | Socialdemokratiet - 12 mandater |
| Saliem Hassan Bader                           | Socialdemokratiet - 12 mandater |
| Jeanette Lumbye Aagaard Handberg              | Socialdemokratiet - 12 mandater |
| Andreas Boesen                                | Socialdemokratiet - 12 mandater |
| Per Schmidt Andersen                          | Socialdemokratiet - 12 mandater |
| Martin Ravn                                   | Venstre - 7 mandater            |
| Jørgen Dalbjerg Korshøj                       | Venstre - 7 mandater            |
| Anne Lene Løvbjerg                            | Venstre - 7 mandater            |
| Peder Stougaard                               | Venstre - 7 mandater            |
| Henning Hvidegaard Jensen                     | Venstre - 7 mandater            |
| Ole Jesper Dahl Kristensen                    | Venstre - 7 mandater            |
| Christa Voss Skelde                           | Venstre - 7 mandater            |
| Claus Kvist Hansen                            | Dansk Folkeparti - 1 mandat     |
| Lisbeth Heidemann Torfing                     | Enhedslisten - 1 mandat         |
| Søren Lind Jensen                             | Nye Borgerlige - 1 mandat       |
| Paw Hedegaard Amdisen                         | SF - 1 mandat                   |
| Esben Hedeager Hansen                         | Konservative - 3 mandater       |
| Anette Schulz Jensen                          | Konservative - 3 mandater       |
| Anders Krojgaard Lund                         | Konservative - 3 mandater       |